# جيولوجية رياضية
الجيولوجية الرياضية (أيضا: العلوم الجيولوجية الرياضية، والجيولوجيا الرياضية والجيوفيزياء الرياضية) هو تطبيق أساليب رياضية لحل المشاكل في علوم الأرض ، بما في ذلك الجيولوجيا والجيوفيزياء ، وخاصة الجيوديناميكية وعلم الزلازل.

## التطبيقات

### ديناميات الموائع الجيوفيزيائية
ديناميات الموائع الجيوفيزيائية تطور نظرية ديناميات الموائع للغلاف الجوي والمحيطات وداخل الأرض. تشمل التطبيقات الديناميكا الجيولوجية ونظرية الجيودينامو.

### النظرية الجيوفيزيائية المعكوسة
تهتم النظرية العكسية الجيوفيزيائية بتحليل البيانات الجيوفيزيائية للحصول على معلمات النموذج. يهتم بالسؤال: ما الذي يمكن معرفته عن باطن الأرض من القياسات على السطح؟ بشكل عام هناك حدود لما يمكن معرفته حتى في الحد المثالي للبيانات الدقيقة.
الهدف من النظرية العكسية هو تحديد التوزيع المكاني لبعض المتغيرات (على سبيل المثال الكثافة أو سرعة الموجة الزلزالية). يحدد التوزيع قيم ما يمكن ملاحظته على السطح (على سبيل المثال تسارع الكثافة المتعلق بالجاذبية). يجب أن يكون هناك نموذج أمامي يتنبأ بملاحظات السطح بالنظر إلى توزيع هذا المتغير.
وتشمل تطبيقات كل من المغناطيسية الارضية، Magnetotellurics وعلم الزلازل.

### الكسيرات والتعقيد
تحتوي العديد من مجموعات البيانات الجيوفيزيائية على أطياف تتبع قانون الطاقة، مما يعني أن تواتر المقدار المرصود يختلف مثل قوة المقدار. مثال على ذلك هو توزيع مقادير الزلزال. الزلازل الصغيرة أكثر شيوعًا من الزلازل الكبيرة. غالبًا ما يكون هذا مؤشرًا على أن مجموعات البيانات لها هندسة كسورية. تحتوي مجموعات الكسيرات على عدد من السمات المشتركة، بما في ذلك البنية في العديد من المقاييس وعدم الانتظام والتشابه الذاتي (يمكن تقسيمها إلى أجزاء تشبه إلى حد كبير الكل). الطريقة التي يمكن بها تقسيم هذه المجموعات تحدد بُعد Hausdorff للمجموعة، والذي يختلف عمومًا عن البعد الطوبولوجي الأكثر شيوعًا. ترتبط الظواهر الكسورية بالفوضى والجريان المضطرب والتنظيم الذاتي الحرج.

### استيعاب البيانات
يجمع استيعاب البيانات بين النماذج العددية للأنظمة الجيوفيزيائية مع الملاحظات التي قد تكون غير منتظمة في المكان والزمان. تتضمن العديد من التطبيقات ديناميكيات السوائل الجيوفيزيائية. تخضع النماذج الديناميكية للموائع لمجموعة من المعادلات التفاضلية الجزئية. لكي تقدم هذه المعادلات تنبؤات جيدة، يلزم وجود شروط أولية دقيقة. ومع ذلك غالبًا ما تكون الشروط الأولية غير معروفة جيدًا. تسمح طرق استيعاب البيانات للنماذج بدمج الملاحظات اللاحقة لتحسين الظروف الأولية. يلعب استيعاب البيانات دورًا متزايد الأهمية في التنبؤ بالطقس.

### الإحصاء الجيوفيزيائي
تندرج بعض المشكلات الإحصائية تحت عنوان الجيوفيزياء الرياضية، بما في ذلك التحقق من صحة النموذج وقياس عدم اليقين.

### التصوير المقطعي الأرضي
يعد التصوير المقطعي الزلزالي أحد مجالات البحث المهمة التي تستخدم الأساليب العكسية، وهي تقنية لتصوير باطن الأرض باستخدام الموجات الزلزالية. تم استخدام الموجات الزلزالية الناتجة عن الزلازل أو المصادر الزلزالية البشرية المنشأ (مثل المتفجرات والمدافع الهوائية البحرية).

### علم البلورات
علم البلورات هو أحد المجالات التقليدية للجيولوجيا التي تستخدم الرياضيات. يستخدم علماء البلورات الجبر الخطي باستخدام المصفوفة المترية. تستخدم المصفوفة المترية المتجهات الأساسية لأبعاد خلية الوحدة للعثور على حجم خلية الوحدة، والتباعد d ، والزاوية بين مستويين، والزاوية بين الذرات، وطول الرابطة. يعد مؤشر Miller مفيدًا أيضًا في تطبيق المصفوفة المترية. يعد حيود براغ مفيد أيضًا عند استخدام المجهر الإلكتروني لتتمكن من إظهار العلاقة بين زوايا تشتت الضوء وطول الموجة والتباعد d داخل العينة.

### الجيوفيزياء
الجيوفيزياء هي واحدة من أكثر تخصصات علوم الأرض ثقلاً في الرياضيات. هناك العديد من التطبيقات التي تشمل الجاذبية والمغناطيسية والزلزالية والكهربائية والكهرومغناطيسية والمقاومة والنشاط الإشعاعي وحث الاستقطاب و سجل الحفر. تشترك طرق الجاذبية والمغناطيسية في خصائص متشابهة لأنها تقيس التغيرات الصغيرة في مجال الجاذبية بناءً على كثافة الصخور في تلك المنطقة. بينما تميل حقول الجاذبية المتشابهة إلى أن تكون أكثر اتساقًا وسلاسة مقارنة بالمجالات المغناطيسية. غالبًا ما تستخدم الجاذبية في التنقيب عن النفط ويمكن أيضًا استخدام الزلازل، ولكنها غالبًا ما تكون أكثر تكلفة. تُستخدم الزلازل أكثر من معظم تقنيات الجيوفيزياء نظرًا لقدرتها على الاختراق ودقتها.

### مورفولوجيا الأرض
ترتبط العديد من تطبيقات الرياضيات في مورفولوجيا الأرض بالمياه. في مواضيع التربة ، يتم استخدام أشياء مثل قانون دارسي وقانون ستوك والمسامية.
- يستخدم قانون دارسي عندما يكون لدى المرء تربة مشبعة تكون موحدة لوصف كيفية تدفق السوائل عبر هذا الوسط.[8] يندرج هذا النوع من العمل تحت علم الهيدروجيولوجيا.
- يقيس قانون ستوك مقدار السرعة التي تستقر بها الجزيئات ذات الأحجام المختلفة في السائل.[8] يستخدم هذا عند إجراء تحليل حجم الجزيئات للتربة لإيجاد النسبة المئوية للرمل مقابل الطمي مقابل الطين.[9] الخطأ المحتمل هو أنه يفترض وجود جسيمات كروية تمامًا غير موجودة.
- تُستخدم طاقة التيار لإيجاد قدرة النهر على شق قاع النهر. هذا قابل للتطبيق لمعرفة المكان الذي من المحتمل أن يفشل فيه النهر في تغيير مساره أو عند النظر إلى الضرر الناجم عن فقدان رواسب مجرى النهر على نظام النهر (مثل حالة وجود سد).
- يمكن استخدام المعادلات التفاضلية في مجالات متعددة من الجيومورفولوجيا بما في ذلك: معادلة النمو الأسي ، وتوزيع الصخور الرسوبية، وانتشار الغاز من خلال الصخور، وتشققات الصخور.[10]

### علم الجليد
تتألف الرياضيات في علم الجليد من نظرية وتجريبية ونمذجة. عادة ما تغطي الأنهار الجليدية وجليد البحر وتدفق المياه والأرض تحت النهر الجليدي.
يتشوه الجليد متعدد البلورات بشكل أبطأ من الجليد البلوري الفردي، بسبب الضغط الواقع على المستويات القاعدية التي تم حظرها بالفعل بواسطة بلورات الجليد الأخرى. يمكن نمذجة الرياضيات باستخدام قانون هوك لإظهار الخصائص المرنة أثناء استخدام ثوابت لامي. بشكل عام، للجليد متوسط ثوابت المرونة الخطية الخاصة به في بُعد واحد من الفضاء لتبسيط المعادلات مع الحفاظ على الدقة.
يمتلك الجليد متعدد البلورات ذو المرونة اللزوجية كميات منخفضة من الإجهاد عادةً أقل من بار واحد. هذا النوع من نظام الجليد هو المكان الذي يمكن للمرء أن يختبر فيه الزحف أو الاهتزازات من الشد على الجليد. تسمى إحدى المعادلات الأكثر أهمية في هذا المجال من الدراسة وظيفة الاسترخاء. حيث تكون علاقة الإجهاد والتوتر مستقلة عن الوقت. عادة ما يتم استخدام هذه المنطقة للنقل أو البناء على الجليد الطافي.
يعد تقريب الجليد الضحل مفيدًا للأنهار الجليدية ذات السماكة المتغيرة، مع قدر ضئيل من الإجهاد والسرعة المتغيرة. أحد الأهداف الرئيسية للعمل الرياضي هو القدرة على التنبؤ بالإجهاد والسرعة. والتي يمكن أن تتأثر بالتغيرات في خصائص الجليد ودرجة الحرارة. هذه منطقة يمكن فيها استخدام صيغة إجهاد قوى التمزق القاعدية.

## المجلات الأكاديمية
- International Journal on Geomathematics
- Mathematical Geosciences